# مارتین مولر (شاعر)
مارتین مولر (آلمانی: Martin Moller؛ ‏ ۱۰ نوامبر ۱۵۴۷ – ۲ مارس ۱۶۰۶) شاعر، متخصص الهیات، فیلسوف، عارف و نویسنده اهل آلمان بود.
وی مدتی به عنوان کشیش و شماس در شهرهای مختلف از جمله زپروتاوا فعالیت کرد. سپس به گرلیتز رفت و در آنجا مدتی با یاکوب بوهمه همنشین و دمساز شد. آنچه برای او اهمیت داشت مسیحیت عملی بود نه تعصب و جزم‌اندیشی. وی تعدادی سرود روحانی پروتستانی نوشته‌است که تا به امروز باقی مانده‌است. یوهان سباستیان باخ از سرودهای مذهبی او در دو اثر کُرال خود استفاده نمود.